# 呼韓邪単于
呼韓邪単于（こかんやぜんう、拼音: Hūhányéchányú、? - 紀元前31年）は、中国前漢時代の匈奴の単于。虚閭権渠単于の子で、郅支単于の弟。呼韓邪単于というのは単于号で、姓は攣鞮氏、名は稽侯狦（けいこうさん）という。漢に降伏したことや王昭君の夫となったことで知られる。

## 略歴
父は虚閭権渠単于であったが、漢の神爵2年（紀元前61年）に父が死ぬと右賢王が握衍朐鞮単于となった。呼韓邪単于は妻の父である烏禅幕に身を寄せた。烏禅幕は烏孫、康居の間の小国であったが匈奴に降伏し、日逐王の姉を妻としていた。しかし日逐王は握衍朐鞮単于とは仲が悪く、配下数万騎と共に漢に降伏し帰徳侯に封じられた。握衍朐鞮単于は怒って日逐王の弟たちを烏禅幕の命乞いを無視して殺した。また握衍朐鞮単于の太子（左賢王）は左地（東方）の貴人たちを讒言したので、烏禅幕と左地の貴人たちは呼韓邪単于を単于に立てて握衍朐鞮単于と戦った。握衍朐鞮単于は敗北し、右賢王に見放され、神爵4年（紀元前59年）に自殺した。
その後、屠耆単于、烏藉単于、呼掲単于、車犁単于も自立し、五単于が乱立し争い合う事態となった。また呼韓邪単于の兄の呼屠吾斯も自立して郅支骨都侯単于（郅支単于）となり、呼韓邪単于を破った。敗れた呼韓邪単于の配下の左伊秩訾王が漢に対し臣下と称して助けを求めることを進言し、反対が多かったがそれに従い、漢の甘露元年（紀元前53年）に子の銖婁渠堂を漢に入朝させた。同様に郅支単于も漢に助けを求め子を入朝させた。
明年には呼韓邪単于は自ら五原の要塞を訪ね、甘露3年（紀元前51年）正月に入朝することを願い出た。呼韓邪単于が入朝すると、漢の宣帝は甘泉宮で呼韓邪単于に会い、単于を諸侯王より上位に位置するものと決め、臣と称しても名を言わなくても良いこととし、中国の冠や衣服、黄金の璽などを賜り、兵と食料を出して呼韓邪単于を助けた。
郅支単于は呼韓邪単于が漢に入朝したことを知ると兵が弱くもう戻って来られないと踏み、右地（西方）を攻撃した。しかし烏孫は漢が呼韓邪単于を受け入れたことを知ると郅支単于を拒んだ。
漢の元帝の代になっても漢は呼韓邪単于に食料を給したが、漢の使者を殺した郅支単于を討つよう呼韓邪単于を責めた。呼韓邪単于は北に帰る際、同行していた車騎都尉韓昌、光禄大夫張猛と月氏王の頭蓋骨で作った盃で「今より以降、漢と匈奴は一家となり、代々偽って攻めたりすることのないように」と盟を結んだ。呼韓邪単于は北へ帰ると人々は彼の下に帰順し、匈奴は平定された。
漢の建昭3年（紀元前36年）、郅支単于は康居王と結んでいたが西域都護甘延寿と副校尉陳湯により攻め滅ぼされた。呼韓邪単于は喜ぶと共に漢を恐れ、再度の入朝を願い、竟寧元年（紀元前33年）に入朝した。この時、呼韓邪単于は漢の婿となることを願い、元帝は後宮の女性王昭君を閼氏（えんし）として賜った。呼韓邪単于は漢が北辺の防備を撤廃することを建策したが、これは却下された。
呼韓邪単于は在位28年、漢の建始2年（紀元前31年）に死亡した。子の雕陶莫皋（復株累若鞮単于）が立てられた。

## 妻子
- 閼氏（えんし：妻）
  - 顓渠閼氏…呼衍王の娘
  - 大閼氏…呼衍王の娘、顓渠閼氏の妹
  - 寧胡閼氏（王昭君）
  - 屠耆閼氏
  - 第五閼氏

- 子
  - 復株累若鞮単于（雕陶莫皋）…大閼氏の子
  - 捜諧若鞮単于（且麋胥）…大閼氏の子
  - 車牙若鞮単于（且莫車）…顓渠閼氏の子
  - 烏珠留若鞮単于（嚢知牙斯）…顓渠閼氏の子
  - 楽…大閼氏の子
  - 烏累若鞮単于（咸）…大閼氏の子
  - 呼都而尸道皋若鞮単于（輿）…第五閼氏の子
  - 盧渾…屠耆閼氏の子
  - 右日逐王（伊屠智牙師）…寧胡閼氏の子
  - 銖婁渠堂

他10数人